# Eucelatoria ferox
Eucelatoria ferox là một loài ruồi trong họ Tachinidae.